# León III (papa)
León III (Roma, 750-12 de junio de 816) fue el 96.o papa de la Iglesia católica entre 795 y 816.

## Biografía
Elegido papa el 26 de diciembre de 795, cuando era cardenal de Santa Susana y jefe del tesoro pontificio, fue consagrado al día siguiente. Inmediatamente comunicó su elección a Carlomagno enviándole una carta junto a las llaves de la tumba de San Pedro y la bandera de Roma con lo que reconocía al rey de los francos como protector de la Santa Sede.
Perteneciente a una familia modesta, el nuevo Papa no contó con el apoyo de la nobleza romana, parte de cuyos miembros, emparentados con el anterior pontífice, organizaron una emboscada en la cual, durante una procesión celebrada el 25 de abril de 799, León resultó herido, siendo formalmente depuesto y enviado al monasterio de San Erasmo, de donde consiguió escapar y reunirse con Carlomagno en Paderborn donde le solicitó su ayuda. 
El rey de los francos, tras recibir una embajada romana que con falso juramento acusó a León de adulterio, prestó su apoyo al pontífice no reconociendo su deposición y  escoltándolo hasta Roma. 
Al año siguiente, el 24 de noviembre de 800, Carlomagno entró en Roma donde convocó y presidió un sínodo para escuchar los argumentos tanto del papa como de sus opositores y donde León, el 23 de diciembre, prestó juramento de que era totalmente inocente de los cargos que se habían presentado contra él. Dos días después, el 25 de diciembre de 800, el papa coronó a Carlomagno como emperador en la basílica de San Pedro.
Con este acto, que inicia una tradición que continuará hasta el año 1452 con la coronación de Federico III, coexistirán un emperador de Oriente y un emperador de Occidente, y supondrá para Roma una afirmación de su primacía, pero también un reconocimiento de la existencia de un poder temporal, distinto al del pontífice, que en las siguientes centurias provocará importantes conflictos con los emperadores alemanes.
En un concilio celebrado en Aquisgrán, en 809, prohibió el uso de la cláusula Filioque y ordenó que el Credo niceno, sin dicha cláusula, fuera grabado sobre dos tablas de plata y expuesto en San Pedro.
Falleció el 12 de junio de 816, siendo enterrado en la basílica de San Pedro.
Fue canonizado por Clemente X en 1673, celebrándose su fiesta el 12 de junio.